# Himiko (rainha)
Himiko ou Pimiko (卑弥呼, d. ca. 248), também conhecida como Shingi Waō (親魏倭王, "Regente de Wa, Amiga de Wei") foi uma obscura rainha-xamã de Yamatai no antigo Japão. Inicialmente as histórias dinásticas chinesas registram em crônica relações tributárias entre a rainha Himiko e o reino de Cao Wei (220-265) e relata que o povo do Período Yayoi a escolheu como governante após décadas de guerra contra os reis de Wa. Antigas histórias japonesas não mencionam Himiko, mas historiadores a associam com figuras lendárias como a Imperatriz consorte Jingū, que foi regente (ca. 200-269) mais ou menos na mesma era que Himiko. Estudiosos debatem acerca de sua real identidade e a localização de seu domínio Yamatai desde o Período Edo, com opiniões divididas entre o norte de Kyushu ou a tradicional Província de Yamato, atual Kansai. A "Controvérsia de Yamatai", escrita por Keiji Imamura (1996:188), é "o grande debate sobre a história do antigo Japão."

## Referências Históricas

Estátua de Himiko